# Thierry Libaert
Thierry Libaert, né le 5 mai 1959 à Lille, est un expert français en communication des organisations.

## Biographie
De 2000 à 2013, il enseigne les sciences de l’information et de la communication à l'Institut d'études politiques de Paris (2000-2013), à l'université Paris-IV (CELSA) en 2e et 3e cycles (1992-2008), à l'université de La Réunion (3e cycle 2000-2008), et à l'Université catholique de Louvain (2004-2014), où il a présidé le Laboratoire d'Analyse des Systèmes de Communication d'Organisation, le Lasco (université catholique de Louvain) (2008/2013).
Il est membre du comité d'honneur de l'Institut de l'économie circulaire, président du Comité scientifique de l'association Communication & Entreprise 1re association française de communication (2012-2015), vice-président du Conseil Paritaire de la publicité de l'Autorité française de régulation professionnelle de la publicité (2010-2011), membre du conseil d'éthique de la Publicité (2013-2024) puis expert auprès de cette même organisation (depuis Août 2024), membre de l'Académie des sciences commerciales, animateur de la commission communication de l'ordre national des pharmaciens (2010-2014), et directeur scientifique de l'Observatoire international des crises. Membre du comité de veille écologique puis Vice Président du Conseil scientifique (2024) de la Fondation Nicolas-Hulot pour laquelle il a participé au Grenelle de l'environnement (commission gouvernance). En 2014, il rejoint EDF à la direction développement durable chargé de la stratégie de communication de l’électricien, il en part (retraite) en janvier 2024.
Il fonde, en janvier 2018, l'Académie des controverses et de la communication sensible, avec Bernard Motulsky et François Allard-Huver .

### Activités européennes
Thierry Libaert est depuis 2010, membre du Comité économique et social européen pour lequel il est depuis le renouvellement de 2015 le point de contact de la délégation française. Co Président de la catégorie Consommateurs et Environnement de ce Comité, il fut le rapporteur de l'avis (17 octobre 2013) relatif à l'obsolescence programmée, premier texte européen à se prononcer sur ce sujet. Il a été chargé en juin 2018 d'une mission ministérielle sur les aspects européens de la consommation durable dans le cadre de la feuille de route économie circulaire du gouvernement français. Ce rapport sur la consommation durable a été remis au ministre d'État, ministre de la Transition écologique et solidaire, François de Rugy le 25 janvier 2019. Vice-président et directeur Europe du think-tank La Fabrique écologique (2017-2020), il est également membre du comité d'orientation du GIE Toute l'Europe, 1er site français d'information sur l'Europe, du Comité de suivi de la Présidence du Conseil de l'Union européenne pour la France au 1er semestre 2022 (PFUE2022), et ex-membre du Comité d'orientation des Consultations citoyennes.

### Comités scientifiques
- Comité scientifique de Recherches en communication (2008-2017 - Université catholique de Louvain)
- Comité scientifique de Études en communication (université Lille-III)
- Conseil scientifique de Communication & Organisation (université de Bordeaux)
- Comité scientifique de la Revue française des sciences de l'information et de la communication. Société française des sciences de l’information et de la communication
- Comité scientifique de la Revue politique et parlementaire
- Comité de rédaction de Hermès (CNRS)
- Comité de rédaction de Public Relations Inquiry (université de Stirling et Barcelone)
- Président (2011-2014) du comité scientifique de l'association Communication & Entreprise. Chercheur associé (depuis mai 2016) à la chaire de relations publiques et communication marketing de l'Université du Québec à Montréal (UQAM)
- Collaborateur scientifique du Earth & Life Institute. (Depuis 2020 - Université catholique de Louvain)

### Fonctions d'administrateur
Il est membre des conseils d'administration des structures suivantes :
- Conseil d'administration de l'Agence française de normalisation AFNOR (2011-2014)
- Fonds Afnor pour la normalisation, (2012-2014)
- Association pour le commerce équitable Max Havelaar France (2015-2017)
- Institut des Futurs souhaitables (2014-2023)
- Think Tank La Fabrique écologique (vice-président 2017-2020)
- Académie des Controverses et de la Communication Sensible (président depuis 2018)
- HOP Halte à l'obsolescence programmée (2019-2022).
- Communication & Entreprise Com-Ent, 1ere association française de communication (depuis octobre 2022)

## Publications
Thierry Libaert a publié une trentaine de livres et de nombreux articles, parmi lesquels figure « La communication verte », livre fondateur qui a obtenu la médaille 1993 de l'Académie des sciences commerciales.
Ses travaux concernent la communication, la crise[Laquelle ?], la transparence et l’environnement. Dans son ouvrage La Transparence en trompe-l’œil, il relève notamment toutes les ambiguïtés liées aux notions d’opacité et de transparence. Selon lui, la transparence « libère mais renferme les potentialités d’une surveillance généralisée, pierre angulaire de la démocratie mais ferment du totalitarisme ». Il y avance également l’idée que la communication constitue le quatrième pilier du développement durable.
Monographies
- Des vents porteurs. Comment mobiliser (enfin) pour la planète. Ed Le Pommier. 2020. Lauréat du prix du livre Environnement 2021.
- Piloter votre communication (avec Jacques Suart). Dunod. 2019.
- Communication de crise (avec Bernard Motulsky, Nicolas Baygert, Nicolas Vanderbiest et Mathias Vicherat). Pearson. 2018.
- Déprogrammer l'obsolescence. Les Petits matins (maison d'édition). 2017.
- Les Nouvelles Luttes sociales et environnementales. (Avec Jean-Marie Pierlot). Vuibert. 2015.
- Communication(s). Dunod. 2013.
- Le Lobbying. (avec Pierre Bardon). Dunod Topos. 2012.
- Communication et Environnement, le pacte impossible. Presses universitaires de France. 2010.
- Toute la fonction communication. (Avec Aude Riom et Assaël Adary). Dunod. 2010.
- La Communication corporate. (Avec Karine Johannes). Dunod. 2010.
- Contredire l'entreprise. (Avec Andrea Catellani et Jean Marie Pierlot, sous la direction de). Presses de l'Université Louvain. 2010.
- Introduction à la communication. Dunod/Topos. 2009.
- Communicator. Toute la communication d'entreprise. (Avec Marie-Hélène Westphalen). Dunod. 2009.
- La Communication des associations. (Avec Jean-Marie Pierlot). Dunod. 2009. 2e éd 2014.
- La Communication externe de l'entreprise. (Avec Marie Hélène Westphalen). Éditions Dunod Topos. 2008.
- Communiquer dans un monde incertain. Village mondial. 2008.
- Le Développement durable. Avec André-Jean Guérin. Dunod. 2008
- La Communication sensible au cœur des nouvelles évolutions de l'entreprise. Thèse de doctorat en communication de l'université de Louvain. 2008
- Environnement et Entreprises. Au-delà des discours (avec Dominique Bourg et Alain Grandjean, préface de Nicolas Hulot), Village mondial, 2006
- Les Tableaux de bord de la communication (avec André de Marco), Dunod, 2006,
- Communication : la nouvelle donne, Village mondial, 2004
- La Transparence en trompe-l’œil, - Éditions Descartes et Cie/ Éd. Charles Léopold Mayer, 2003,  (ISBN 2-84446-053-4)
- La Communication de crise - Éditions Dunod Topos, 2001. 3e éd 2010.
- Le Plan de communication – Éditions Dunod, 2000. 4e éd 2013.
- La Communication interne (avec Nicole d’Almeida) – Éditions Dunod Topos 1998
- La Communication d’entreprise - Éditions Economica – Gestion Poche, 1998
- La Communication de Proximité – Communication locale, communication de terrain – Éditions Liaisons, 1996
- La Communication verte – L’écologie au service de l’entreprise – Éditions Liaisons, 1992.

Ouvrages collectifs
- Combien de catastrophes avant d’agir ? Nicolas Hulot et le Comité de Veille Écologique, Seuil, février 2002. (Rédaction du chapitre 7. « Les loisirs »)
- Pentacom, Communication : théorie et pratique, Pearson Éducation, septembre 2005 (conseil éditorial).
- Pour un pacte écologique, ouvrage collectif du Comité de Veille Écologique de la Fondation Nicolas-Hulot, Calmann-Levy, novembre 2006 (rédaction du chapitre sur la proposition no 1 « pour un vice-Premier ministre »)
- Le Moment Hulot (conseiller éditorial), Xavier Marc et Malik Larabi. Armand Colin, février 2008
- Les relations publiques. (Conseiller éditorial). Stéphane Billiet. Dunod. 2009.
- Mieux s’informer pour mieux communiquer. (Préface) Caroline Sauvajol-Rialland. Dunod. 2009.
- Plan de gestion de crise. (Conseil éditorial et préface). Didier Heiderich. Dunod. 2010.
- Optimisez votre communication digitale. (Conseil éditorial et préface). David Réguer. Dunod. 2010
- Communication publique et incertitude (préface). Éric Cobut et François Lambotte. EdiPro. 2011.
- l'ISO 26000 en pratique. (Conseil éditorial et Interview). Assaël Adary et Séverine Lecomte. Dunod. 2012.
- Case studies in Crisis Communication. (Rédaction d'un chapitre). A.M. Georges & C Pratt (sous la direction de). Routledge. 2012.
- Communication et grands projets. (Rédaction d'un chapitre). Valerie Lehmann et Bernard Motulsky (sous la direction de). Presses de l'université du Québec. 2013.
- Marketing durable. (conseil éditorial et Préface). Rita Fahd. Vuibert. 2013
- De la publicité à la communication responsable. (Préface). Yonnel Poivre-Le Lohé. Éditions Charles Léopold Mayer. 2014.
- Les relations publiques. (Conseil et éditorial et préface). Andréa Catellani et Caroline Sauvajol-Rialland. Dunod. 2015.
- La communication transparente. (Co-direction). Presses Universitaires de Louvain. 2015.
- Goodvertising. (Interview). Thomas Kolster. Editions Alisio. 2015
- Une vie au cœur des turbulences climatiques. Entretien avec Jean-Pascal van Ypersele de Strihou. Préface de Yann Arthus-Bertrand, postface de Brice Lalonde. Éditions De Boeck. 2015.
- Nouveaux mythes, nouveaux imaginaires pour un monde durable. Rédaction d'un chapitre. Gilles Berhault et Carine Dartiguepeyrou. (sous la direction de ). Les Petits matins. 2015.
- Avis à la pub. (Contribution). Dominique Wolton, (sous la direction de). Cherche-midi éditions. 2015.
- Les nouveaux modes de vie durables. (Article). Dominique Bourg (sous la direction de). Le Bord de l'eau. 2016.
- La communication environnementale. (Sous la direction de). CNRS Editions. 2016.
- Du jetable au durable. (Interview). Laetitia Vasseur et Samuel Sauvage. Éditions Alternatives. 2017.
- Communication des risques météorologiques et climatiques. (co rédaction d'un chapitre). Bernard Motulsky et al. (sous la direction de ). Presses de l'Université du Québec. 2017.
- Abécédaire de la contemporanéité. (Rédaction de 2 articles). Sous la direction de C Legris-Desportes et F Fodor. Ed Academia. 2017.
- Pro en communication. Avec Laurent Sabbah et Sylvie Recoules; Vuibert. 2018.
- Communications. (Sous la direction de). Vuibert. 2018.
- La Communication financière. Jean-Yves Léger. Pearson. 2019. (Conseil éditorial).
- Communiquer en entreprise. Jean-Marie Charpentier et Jacques Viers. Vuibert. 2019 (préface).
- La Communication responsable. Avec Valérie Martin et Mathieu Jahnich. 2020. Ademe éditions. (co-auteur et Préface).
- Quelles sciences pour le monde à venir? (Sous la direction de). Avec Alain Grandjean. Avant Propos Nicolas Hulot. Editions Odile Jacob. 2020.
- Le Community management. Gervais Cwako. L'Harmattan. 2021. (Préface)
- Neuro-Communication. Julien Intartaglia. De Boeck Editions. 2022. (Préface)
- The Handbook of crisis communication. Timothy Coombs et S Holladay. Wiley. 2023. (Rédaction d'un chapitre: Prepare and Manage an Environmental Crisis)
- L’entreprise résiliente. Isabelle Desbarats et al. Ed LexisNexis. 2023. (Rédaction d’un chapitre)
- Crise cyber. Sébastien Jardin et Stephen Delahunty. Pearson. 2024. (Postface)
- La boîte à outil de la communication de crise. Natalie Maroun. Dunod. 2025. (Rédaction d'un texte)
- The European Union, Green Transition and Civil Society. Increasing Consideration of the Role of the Consumer. Chapitre issu du livre "Global Public Goods Communication". Anne Marie Cotton et Sonia Sebastiao. Springer. 2025.

## Récompenses et distinctions
- Médaille de l'association « Académie des sciences commerciales » (1993) et Grand prix en 2018.
- Chevalier de l'ordre national du Mérite  (2021).